# Augustin-Antoine Palasse
Augustin-Antoine Palasse, francoski general, * 1881, † 1971.